# Pécsi-Prichystal József
Pécsi-Prichystal József (Biskupice, 1874. március 3. – Budapest, 1958. november 27.) morva származású magyar zeneszerző, karmester, orgonista, harsonás és nagybőgős volt.

## Életpályája
Már fiatalon nagy tehetség volt, és az akkor már híres Leoš Janáčektől tanult zeneszerzést Brünnben. Tanult orgonát, harsonát és nagybőgőt is. Az iskola után Bécsbe ment, ahol az ifjabb Johann Strauss zenekar tagja lett, amelyet akkor Eduard Strauss vezényelt. 1892-ben csatlakozott a bécsi 2. gyalogezred katonai zenekarához. 1895-ben a magyarországi 61. gyalogezred katonazenekarához váltott. 1901-ben a romániai I. Károly király Gyalogezred Katonai Kápolnájához váltott. 1905-ben másodkarmester, majd 1907-ben karmester lett. 1906-ban megismerkedett Lehár Ferenccel, és barátságot kötöttek. Julius Fučík katonai zenekarvezetővel is barátságban volt.
Az első világháború kitörésekor Magyarországon honosították, és onnan Pécsi Józsefre vagy Pécsi-Prichystal Józsefre változtatta a nevét. Az Osztrák–Magyar Monarchia bukása után a Nemzeti Hadseregben lett katonai zenekarvezető, 1926-ig a soproni „Königlich Ungarischen Honvéd-Infanterieregiments »König Mathias« Nr. 5. számú Militärkapelle des Königlich Ungarischen Honvéd-Infanterieregiments” vezényletével. 1926-ban vonult nyugdíjba. Ezt követően 1954-ig a Magyar Államvasutak zenei osztályának vezetője volt.
Zeneszerzőként számos fúvószenekari művet hagyott hátra.

## Családja
Szülei Prichystal Antal és Koutnik Mária voltak. 1913. augusztus 17-én, Budapesten házasságot kötött Braun Máriával. Fia, Pécsi István (1916–1984) szintén magyar katonai zenekarvezető volt.
Temetése a Farkasréti temetőben történt (2-1-402/403).

## Fordítás
- Ez a szócikk részben vagy egészben  a   József Pécsi-Prichystal című holland Wikipédia-szócikk ezen változatának fordításán alapul.  Az eredeti cikk szerkesztőit annak laptörténete sorolja fel. Ez a jelzés csupán a megfogalmazás eredetét és a szerzői jogokat jelzi, nem szolgál a cikkben szereplő információk forrásmegjelöléseként.